# Ejby Sogn (Middelfart Kommune)
 Denne artikel omhandler Ejby Sogn (Middelfart Kommune). Der er også andre sogne med dette navn, se Ejby Sogn.
Ejby Sogn er et sogn i Middelfart Provsti (Fyens Stift).
I 1800-tallet var Ejby Sogn anneks til Balslev Sogn. Begge sogne hørte til Vends Herred i Odense Amt. Balslev-Ejby sognekommune blev ved kommunalreformen i 1970 indlemmet i Ejby Kommune, som ved strukturreformen i 2007 indgik i Middelfart Kommune.
I Ejby Sogn ligger Ejby Kirke.
I sognet findes følgende autoriserede stednavne:
- Ejby (bebyggelse, ejerlav)
- Ejbykrog (bebyggelse)
- Hallingore (bebyggelse)
- Karlebjerg (bebyggelse)
- Langholm (bebyggelse)
- Rævholm (bebyggelse)
- Smedsholm (bebyggelse)
- Tving (bebyggelse)